# Jules Verstraete
Jules Verstraete, echte naam Julien Gustave de Graef (Rotterdam, 20 juni 1883 – Hilversum, 29 april 1951),  was een Nederlands toneel-, film- en hoorspelacteur. Hij heeft als toneelspeler ook gebruikgemaakt van het pseudoniem Aug. van Zuylen.

## Privéleven
Hij werd ingeschreven in het geboorteregister van Rotterdam als een zoon van de Belgische actrice Marie Alexandrine Verstraete (Gent 1853 - Rotterdam 1928) en de Belgische fabrikant Ludovicus Joannes De Graef (1847-1895). Volgens zijn kinderen was zijn biologische vader evenwel de Nederlandse acteur Willem van Zuylen (1847-1901).
Op 11 april 1910 trouwde hij te Antwerpen met Pauline Brandt (1886-1969), met wie hij vier kinderen kreeg, die allen ook acteur werden: Mieke Verstraete, Jeanne Verstraete, Guus Verstraete sr. en Bob Verstraete. Hij is grootvader van onder anderen Coen Flink, Hans Croiset, Jules Croiset en Guus Verstraete jr.

## Loopbaan
Al in 1898 had Jules in Antwerpen op vijftienjarige leeftijd zijn eerste toneelrol. In 1928 vierde Verstraete zijn dertigjarig jubileum als acteur. Hij speelde toen bij het Nieuw Rotterdams Toneel in het stuk De pastoor van Neuvillette. Hij debuteerde op het witte doek in 1934 met een rol in de film Dood water.
In het begin van de Tweede Wereldoorlog sloot hij zich met Jeanne aan bij een acteursgezelschap dat grotendeels uit NSB-leden en -sympathisanten bestond. Deze acteurs speelden in hoorspelen voor de Nederlandsche Omroep, een radio-omroep die door de bezetters werd opgericht. In augustus 1945 oordeelde de ereraad voor het toneel dat Verstraete wegens "verraad aan de hoogste cultuurwaarden" tien jaar lang niet meer mocht werken als toneelacteur.
Hij speelde tot 1950 in twaalf Nederlandse speelfilms. In 1951 overleed hij in een radiostudio in Hilversum tijdens een repetitie van het cabaretprogramma Triangel van Wim Ibo. Verstraete ligt begraven op Zorgvlied.

## Filmografie
- Dood water (1934)
- Het meisje met den blauwen hoed (1934)
- Rubber (1936)
- Klokslag twaalf (1936)
- Lentelied (1936)
- De man zonder hart (1937)
- De drie wensen (1937)
- Boefje (1939)
- Rembrandt (1940)
- De laatste dagen van een eiland (1942)
- Dik Trom en zijn dorpsgenoten (1947)
- Vijftig jaren (1948)
- De dijk is dicht (1950)